# Charlie Gallagher
Pour les articles homonymes, voir Gallagher.
Charlie Gallagher, né le 3 novembre 1940 à Glasgow et mort le 11 juillet 2021, est un footballeur international irlandais. Bien qu'il soit né en Écosse, il représente la république d'Irlande au niveau international.

## Biographie
Gallagher naît à Glasgow en 1940, fils de parents irlandais du comté de Donegal. Il joue d'abord pour St. John's (dans le quartier de Gorbals (en) à Glasgow) en 1952, avant de rejoindre les Kilmarnock Amateurs en 1955 et Yoker Athletic en 1958,. Charlie est alors vu comme un joueur modeste, mais au talent indéniable,. 

### Carrière

#### En club
Gallagher est recommandé au Celtic FC par son professeur d'éducation physique, John Murphy. Ce dernier avait des liens avec le Celtic et a également été commentateur à Parkhead les jours de match.
Le 20 septembre 1958, Gallagher signe provisoirement pour le Celtic Glasgow et fait ses débuts le 6 mars 1959. Jock Stein lui fait signer son premier contrat professionnel le même jour.
Gallagher fait partie de l'équipe des Lions de Lisbonne qui remporte la finale de la Coupe d'Europe des clubs champions 1967, lors de laquelle il marque quatre buts. S'il ne joue pas lors de la finale contre l'AC Milan où il figure néanmoins sur la feuille de match, il aura tout de même joué un rôle central dans le parcours de son équipe. Il devient ainsi également le premier joueur irlandais à remporter la prestigieuse compétition européenne. 
Gallagher joue pour le Celtic pendant plus d'une décennie, totalisant 171 apparitions et marquant 32 buts. Il part du Celtic au 1er mai 1970, date à laquelle il est transféré à Dumbarton, qu'il aidera notamment à gagner la promotion en Scottish Premier league. Il prend finalement sa retraite sportive en avril 1973. 
Gallagher travaille par la suite comme recruteur pour le Celtic entre 1976 et 1978. 

#### En sélection
La même année que son sacre européen, Gallagher devient le premier joueur né en Écosse à jouer pour la république d'Irlande lors de son voyage à Ankara le 22 février 1967 où l'Irlande affronte la Turquie. Il reçoit une seule autre sélection, contre la Tchécoslovaquie la même année, à Dublin,.

## Vie privée
Il est le cousin de son coéquipier au Celtic, Paddy Crerand.
En 2016, une biographie est écrite par David W. Potter (en) retraçant le parcours de Gallagher : Charlie Gallagher? What A Player publiée par Celtic Quick News.
Charlie Gallagher meurt à l'âge de 80 ans le 11 juillet 2021

## Palmarès
| Celtic FC - Coupe des clubs champions européens : - Vainqueur en 1966-67 - Scottish Premier League (5) : - Champion en 1965-66, 1966-67, 1967-68, 1968-69, 1969-70 - Coupe écossaise (3): - Vainqueur en 1965, 1967, 1969 - Coupe de la Ligue écossaise (5) : - Vainqueur en 1965, 1966, 1967, 1969, 1969 Dumbarton - Deuxième division écossaise (1) : - Vainqueur 1971-72 |